# Julia Klöcknerová
Julia Klöcknerová (* 16. prosince 1972, Bad Kreuznach) je německá politička, od roku 2010 předsedkyně Křesťanskodemokratické unie v Porýní-Falci, od roku 2011 předsedkyně stranické frakce ve spolkovém sněmu a od března 2025 předsedkyně Bundestagu.

## Život
Vyrůstala spolu se starším bratrem v konzervativně-katolické vinařské rodině v Guldentalu. Gymnaziální maturitu složila v roce 1992 a pak studovala politologii, katolickou teologii a pedagogiku na Univerzitě Johannese Gutenberga v Mohuči. Magisterský titul získala v roce 1998. Posléze pracovala jako učitelka na základní škole.
V roce 1995 byla zvolena celoněmeckou Královnou vína a z tohoto titulu předávala papeži Janu Pavlovi II. láhev ryzlinku. Vína se držela i v letech 2000 až 2009, kdy byla redaktorkou a šéfredaktorkou časopisů věnovaných vínu.

## Politika
V roce 1997 se Klöcknerová stala členkou Junge Union. V roce 2001 se stala členkou místního i okresního předsednictva Křesťanskodemokratické unie. Po spolkových volbách v roce 2002 se poprvé stala členkou spolkového sněmu, kde zůstala i po volbách v roce 2005.
V zemských volbách v Porýni-Falci v roce 2016 podlehla v souboji o ministerský úřad sociálnědemokratické kandidátce Malu Dreyerové.